# Sherry Fletcher
Sherry Ingrid Veronica Fletcher (* 17. Januar 1986) ist eine ehemalige grenadische Leichtathletin, die sich auf Sprint spezialisiert hat. Aktuell ist sie Inhaberin der Landesrekorde über 100 und 200 Meter. Ihr jüngerer Bruder Andre Fletcher ist als Cricketspieler aktiv.

## Sportliche Laufbahn
Erste internationale Erfahrungen sammelte Sherry Fletcher bei den CARIFTA Games 2001 in Bridgetown, bei denen sie in 12,46 s den siebten Platz im 100-Meter-Lauf in der U17-Altersklasse belegte und über 200 Meter mit 25,61 s im Vorlauf ausschied. Im Jahr darauf belegte sie bei den CARIFTA Games in Nassau in 12,16 s den fünften Platz über 100 Meter und gewann mit der grenadischen 4-mal-400-Meter-Staffel in 3:46,23 min die Silbermedaille. Bei den CARIFTA Games 2003 in Port of Spain belegte sie in 11,97 s den siebten Platz über 100 Meter in der U20-Altersklasse und verpasste im 200-Meter-Lauf mit 24,82 s den Finaleinzug. Zudem belegte sie mit der 4-mal-100- und 4-mal-400-Meter-Staffel jeweils den vierten Platz. Anschließend schied sie bei den CAC-Meisterschaften in St. George’s mit 12,45 s und 24,51 s jeweils in der Vorrunde über 100 und 200 Meter aus unn kam mit der 4-mal-100-Meter-Staffel nicht ins Ziel. Daraufhin kam sie auch bei den Panamerikanischen Juniorenmeisterschaften in Bridgetown mit 12,30 s und 24,87 s nicht über den Vorlauf über 100 und 200 Meter hinaus. Im Jahr darauf belegte sie bei den CARIFTA Games in Hamilton in 12,00 s den fünften Platz über 100 Meter und gelangte mit 23,91 s auf Rang vier über 200 Meter. Anschließend schied sie bei den Juniorenweltmeisterschaften in Grosseto mit 24,61 s im Halbfinale über 200 Meter aus. 2005 gewann sie bei den CARIFTA Games in Bacolet in 11,72 s die Silbermedaille über 100 Meter und sicherte sich in 24,03 s die Bronzemedaille über 200 Meter. Zudem gewann sie mit der 4-mal-100-Meter-Staffel mit neuem Landesrekord von 45,41 s die Bronzemedaille. Anschließend schied sie bei den Panamerikanischen Juniorenmeisterschaften in Windsor mit 12,68 s in der Vorrunde über 100 Meter aus. Zudem begann sie ein Studium an der Louisiana State University in den Vereinigten Staaten.
2007 wurde sie NCAA-Collegemeisterin über 100 Meter und belegte im Sommer bei den Panamerikanischen Spielen in Rio de Janeiro in 11,36 s den fünften Platz, nachdem sie im Vorlauf mit 11,18 s einen neuen grenadischen Landesrekord aufgestellt hatte. Zudem gewann sie dort in 22,96 s die Bronzemedaille über 200 Meter hinter der Kubanerin Roxana Díaz und Sheri-Ann Brooks aus Jamaika. Anschließend schied sie bei den Weltmeisterschaften in Osaka mit 11,32 s im Viertelfinale über 100 Meter aus und schied über 200 Meter mit 22,96 s im Halbfinale aus. Im Jahr darauf gewann sie bei den CAC-Meisterschaften in Cali in 11,39 s die Silbermedaille über 100 Meter hinter der Bahamaerin Chandra Sturrup und schied über 200 Meter mit 24,16 s im Vorlauf aus. Daraufhin nahm sie über 100 Meter an den Olympischen Sommerspielen in Peking teil und schied dort mit 11,65 s in der ersten Runde aus. Bis 2017 bestritt sie Wettkämpfe auf nationaler Ebene in den Vereinigten Staaten und beendete dann ihre aktive sportliche Karriere im Alter von 31 Jahren.  

## Persönliche Bestleistungen
- 100 Meter: 11,18 s (+0,9 m/s), 23. Juli 2007 in Rio de Janeiro (grenadischer Rekord)
  - 60 Meter (Halle): 7,29 s, 19. Januar 2007 in Albuquerque
- 200 Meter: 22,67 s (+1,7 m/s), 9. Juni 2007 in Sacramento (grenadischer Rekord)
  - 200 Meter (Halle): 23,24 s, 9. März 2007 in Fayetteville